# Alí ibn Muhàmmad az-Zanjí
Alí ibn Muhàmmad az-Zanjí, conegut també com a Sàhib-az-Zanj (mort el 883), fou el cap de la revolta dels zanj duta a terme per esclaus negres al sud de l'Iraq, entre el 868 i el 883, contra el poder dels abbàssides. Va néixer a Warzanin prop de Rey (actual Iran), però d'origen àrab dels Abd-al-Qays i els Assad (per part de pare i de mare) segons algunes fonts; altres diuen que era persa i el seu nom verdader era Bihbudh. L'historiador Al-Biruní diu que era conegut com a al-Burquí (el velat); ell mateix deia que era alida, descendent d'Al-Hussayn, el fill del quart "califa ben guiat" Alí ibn Abi-Tàlib.
Es va intentar revoltar a la província de Bahrayn (la moderna Al-Hasa), on tenia relacions familiars, però no se'n va sortir. Llavors ho va provar a Bàssora on va intentar agafar el poder, però va fracassar i va haver de fugir a Bagdad. Poc temps després, nous disturbis a Bàssora van afavorir el seu retorn i llavors va buscar el suport dels esclaus negres que treballaven en grups a les maresmes salines a l'est de la ciutat; quan va aconseguir prou suport es va declarar en rebel·lió el 5 de setembre del 869 i es va proclamar mahdí, tot adoptant les doctrines igualitàries del kharigites.
Durant anys va anar de victòria en victòria ocupant nombroses ciutats com Ubulla, Ahwaz, Bàssora i Wasit i va foragitar els diversos exèrcits enviats contra ell.
Finalment fou derrotat pel regent Abu-Àhmad ibn al-Muwàffaq i va quedar assetjat a al-Mukhtara que li feia de capital. Va refusar l'oferta d'una amnistia, i una pensió de l'estat a canvi de la seva rendició, i va morir en l'assalt a la ciutat l'11 d'agost del 883. El seu cap fou exhibit a Bagdad.